# Bibundina
Bibundina is een geslacht van hooiwagens uit de familie Assamiidae.
De wetenschappelijke naam Bibundina is voor het eerst geldig gepubliceerd door Roewer in 1935. 

## Soorten
Bibundina is monotypisch en omvat slechts de volgende soort:
- Bibundina pectinata